# Гагарин, Роман Иванович
Князь Роман Иванович Гагарин (? — не ранее 1631) — сын боярский, голова и воевода во времена правления  Фёдора Ивановича, Бориса Годунова, Смутное время, Михаила Фёдоровича.
Из княжеского рода Гагарины. Старший из трёх сыновей князя Ивана Даниловича Гагарина-Гуся. Младшие братья — князья Григорий (ум. 1616) и Сила.

## Биография

### Служба Фёдору Ивановичу
В мае 1598 года в связи с угрозой нашествия хана Газы Герая Боры князь Роман Гагарин был послан воеводой на охрану Белёвской и Федяшевской засек, под Белёвом, вместе со стрельцами и мордвой и указано ему в случае необходимости идти на помощь Боровской засеке. В июне этого же года приказано ему быть у Орловых ворот с детьми боярскими, стрельцами, казаками, выборными людьми и ожидать прибытия крымских посланников.

#### Служба Борису Годунову
В 1602—1603 годах — сперва голова, а потом первый воевода в Путивле. В 1605 года князь Р. И. Гагарин числился разрядами среди голов у воевод в Смоленске.

##### Служба в Смутное время
В 1606 году был назначен вторым воеводой в сторожевой полк в Комаричах. В 1607 году направлен к Калуге против очередного самозванца — Лжепетра.
В феврале 1609 года князь Роман Иванович Гагарин стал одним из инициаторов свержения с престола царя Василия Ивановича Шуйского, которое не увенчалось успехом из-за отказа бояр идти к царю с подобным требованием. Тогда заговорщики грубо схватили патриарха Гермогена и потащили его на лобное место, издеваясь над стариком (толкали, обсыпали песком и мусором, сильно трясли за грудь и т. д.). Они требовали от святителя согласия на низложение царя, но последний их не поддержал, и тогда они вновь пришли во дворец. Но царь остался твёрд: «Если хотите убить меня, то я готов, но свести меня с престола без бояр и всея земли вы не можете». Видя неудачу, заговорщики бежали в Тушино. Через три месяца князь Роман Гагарин вернулся в Москву и заявил, что в Тушинском лагере не царь Дмитрий, а «вор».
В 1612 году князь Роман Иванович Гагарин служил воеводой под командованием князя Дмитрия Михайловича Пожарского во Втором ополчении и, проходя с войском из Нижнего Новгорода в Ярославль, по желанию местных жителей, назначен воеводой в Кострому.

###### Служба Михаилу Фёдоровичу
В 1616 году имел денежный оклад 50 рублей и поместный 700 четей. В 1617 году находился на воеводстве в Карачеве. В 1618—1619 годах числился разрядами объезжим головой на Москве. В 1619 году местничал и выиграл дело у князя И.Ф. Волконского. В 1620 году объезжий голова в Московском Кремле и назначен вторым судьёю в Судно-Владимирский приказ. На приёме турецкого посла 21 сентября 1621 года патриарх Филарет грозно вопросил заместничавших князя Ивана Фёдоровича Хованского с князем Романом Ивановичем Гагариным, встречавшего посла: "Тут де вам какие места? И велел встречать и князь Гагарин посла встречал и указал быть без мест". В 1622 году встречал на первой встрече в Сенях Грановитой палаты при представлении Государю посланника турецкого патриарха. В 1623 году на свадьбе царевича Михаила Камбулича с Марией Григорьевной Ляпуновой, был вторым сидячим бояриным. В 1624-1628 годах неоднократно отмечен при приёмах послов и посланников, причём иногда отмечен рындой в белом платье. В 1624—1625 годах был заместителем у боярина князя Ивана Васильевича Голицына во Владимирском Судном приказе, а в 1626—1628 годах там же — у боярина князя Ивана Никитича Одоевского. В 1626-1629 годах в Боярской книге показан московским дворянином. В феврале этого же года на бракосочетании царя Михаила Фёдоровича с Евдокией Лукьяновной Стрешневой шёл седьмым за царициными санями. В 1629—1631 годах — воевода в Ростове Великом. В апреле 1631 года видел "государевы очи" в день Светлого Воскресенья.

## Семья
От брака с некой Екатериной Матвеевной, Роман Иванович Гагарин имел четырёх сыновей: Григория, Ивана, Андрея и Михаила.